# ティコ・トーレス
ティコ・トーレス（Tico Torres、1953年10月7日 - ）は、ボン・ジョヴィのドラマー。画家やデザイナーとしても活躍。ニューヨーク出身のキューバ系アメリカ人。
愛称は「ザ・ヒットマン」（殺し屋の意や女性の扱い方から）。主にライヴ中、ジョン・ボン・ジョヴィからは「King of Cuba」と称される。

## 来歴
11歳でギターを始める。元々はDJ志望だったが、ドラマーに転向。17歳でプロになる。
1983年には、1980年代以降のアメリカを代表するロックバンド、ボン・ジョヴィのドラマーとして加入。ボン・ジョヴィ加入以前からプロ、レコーディングアーティストとして活動し、ツアー要員としてレインボーへの参加のオファーやオジー・オズボーンからのオファーもあったという。1984年のバンドのデビュー以来、サウンドの中心的役割として活躍している。
派手さはないが、堅実なプレイが持ち味。素晴らしいテクニックを持ちながらも、LAメタル全盛の時代においても、ド派手なドラム・ソロなど一切することはなかった。また、デジタル録音が当然の現代において、自身のパートだけは、まずアナログで録音した後に、デジタルに変換するという拘りぶりである。デジタルでは、打楽器の音質が冷たい音になってしまうため、とのこと。
その歌声を披露することは滅多に無いが、ライヴで、トム・ウェイツ「トム・トラバーツ・ブルース」のカヴァーを歌ったこともある。
機材はPearlのドラムを長年に渡って愛用していたが、2013年頃にdwと契約している。シンバルはPaisteを使用。
画家・デザイナーとしての才能も知られており、特に絵画については（有名ミュージシャンだから注目されるという域を遙かに超えて）個展を開催するほどの腕前である。また、Rock Star Babyなる子供服ブランドも手掛けている。